# Chelva
Chelva (em castelhano e oficialmente) ou Xelva (em valenciano) é um município da Espanha na província de Valência, Comunidade Valenciana. Tem 190,6 km² de área e em 2021 tinha 1 583 habitantes (densidade: 8,3 hab./km²).

## Demografia
| Variação demográfica do município entre 1991 e 2004 | Variação demográfica do município entre 1991 e 2004 | Variação demográfica do município entre 1991 e 2004 | Variação demográfica do município entre 1991 e 2004 |
| --------------------------------------------------- | --------------------------------------------------- | --------------------------------------------------- | --------------------------------------------------- |
| 1991                                                | 1996                                                | 2001                                                | 2004                                                |
| 2065                                                | 2211                                                | 2046                                                | 1986                                                |